# Michel-Maurice Lévy

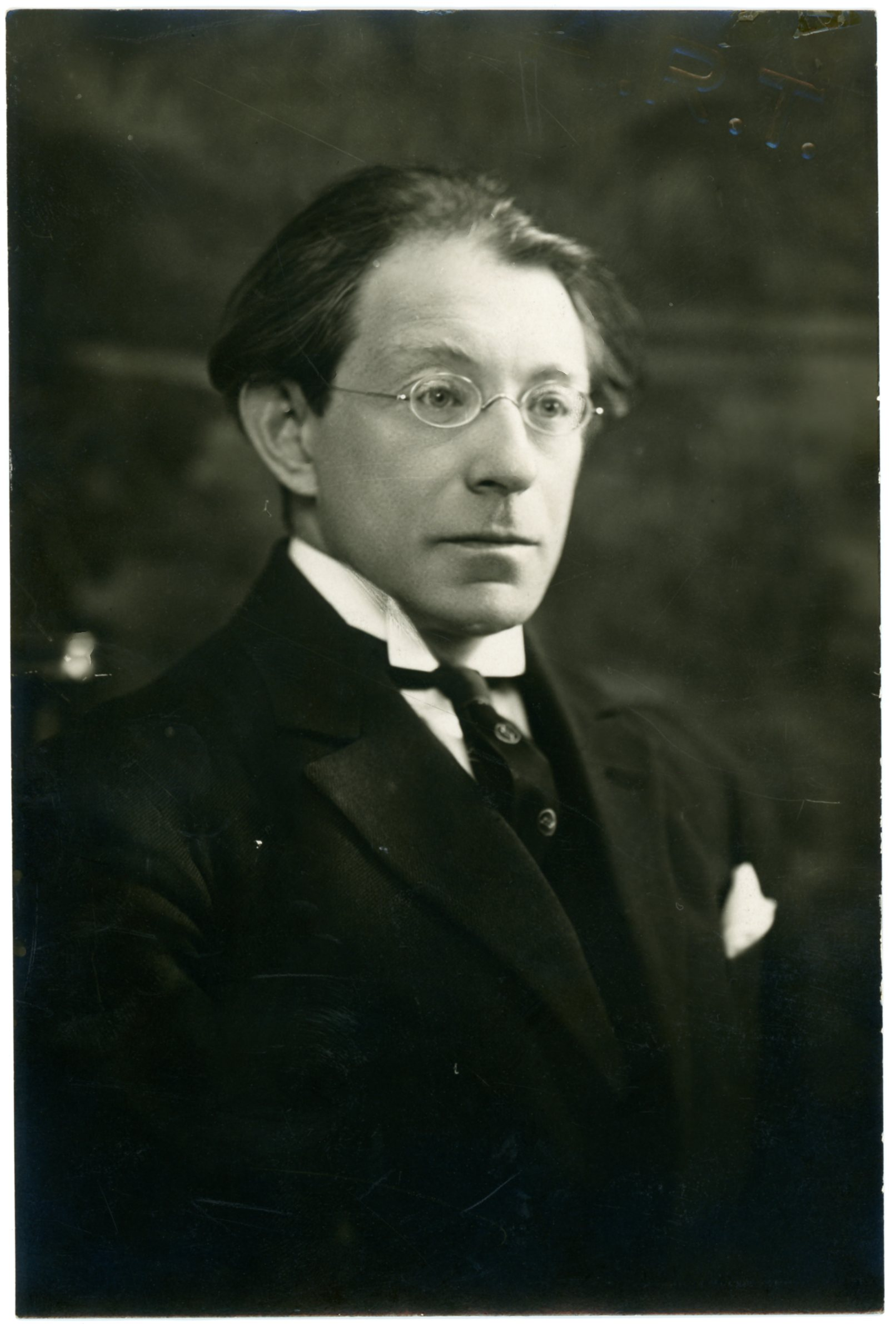
Michel-Maurice Lévy

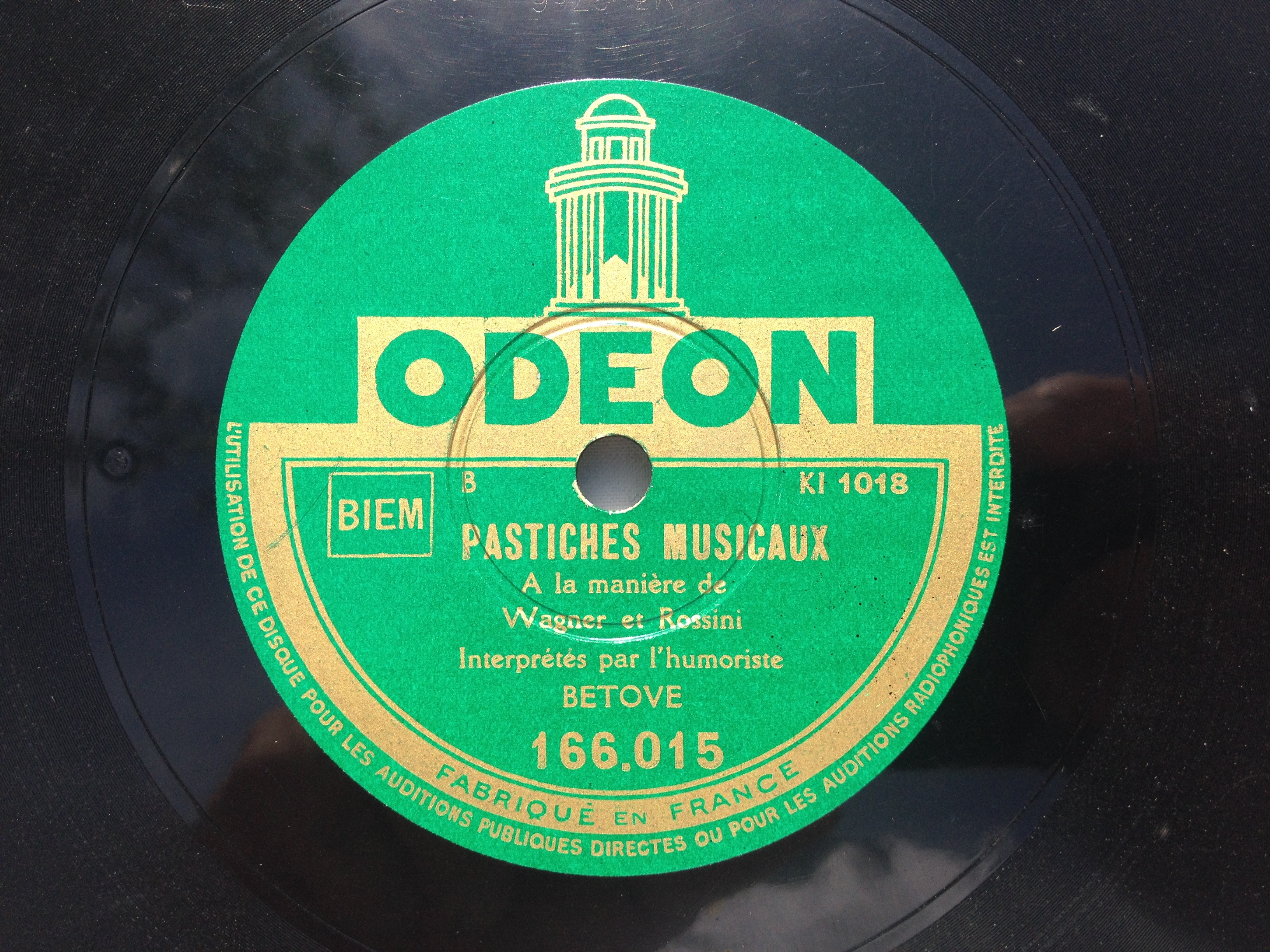
Pastiches musicaux von Bétove (à la manière de Wagner et Rossini), Odeon-‚78er'-Schellackplatte (1926)

Michel-Maurice Lévy (geb. 28. Juni 1883 in Ville d'Avray (Hauts-de-Seine); gest. 24. Januar 1965 in Paris), Pseudonym als Komiker: Bétove (französisch für „Beethoven“), war ein französischer Komponist, der insbesondere durch seine in den 1920er Jahren von ihm selbst aufgeführten Parodien bekannt ist, „qui, au dire des témoins, atteignait une sorte de perfection“. Er schrieb für das Theater und die Musikkomödie, seine parodistischen Auftritte erfolgten unter Pseudonym.

## Leben
Lévy studierte am Pariser Konservatorium bei Xavier Leroux. Er gewann den begehrten Prix de Rome und verfasste eine Reihe klassischer Kompositionen. Zu seinen bekanntesten Werken zählt die Oper Le Cloître (Drame lyrique en trois actes) nach der Dichtung von Émile Verhaeren, die Mitte der 1930er-Jahre auch in der Pariser Opéra-Comique aufgeführt wurde.
Verschiedene seiner Parodien spielte er bei Odeon ein.

## Werke (Auswahl)
- Le Cloître, Paris, Calmann-Lévy, 1927. Drame lyrique en trois actes, poème de Verhaeren, musique de Michel-Maurice Lévy
- 2 Pièces humoristiques (für Klavier)

## Aufnahmen
- Le Cloître. Robert Massard, Adrien Legros, Jean Giraudeau, Andre Vessieres, Orchestre National de l'ORTF, Maurice-Paul Guiot 1962